# 買手套去

《買手套去》，也譯作「買手套」、「小狐狸買手套」，是新美南吉所作的兒童文學。在南吉生前被計劃，在他死後出版的童話集「繫著牛的山茶樹」（1943年）裡收錄。
到人類的城鎮去買手套的小狐狸的故事。開頭部分的晨雪場面是冷冽的。整個故事被描寫有著各式各樣的光景的美麗印象的作品。

## 登場人物
小狐狸
狐狸媽媽
小時候，與朋友打算偷鎮上的家鴨，牠有著與朋友一起而誓死的念頭逃跑並回到這裡的經驗。
帽子店老闆

## 故事概要
一個下雪的早晨，穿過雪面而回來的小狐狸握著冷冰冰的手，狐狸媽媽打算給牠買手套。並在夜晚去城鎮的途中，狐狸媽媽把小狐狸的一隻手緊握而變成人類的手。然後對小狐狸說，去鎮上帽子店在進門後，只要伸出人類的手對人類老闆說「請給我手套」就可以了。如果搞錯而弄成狐狸的手可能會遭遇不測，因為狐狸媽媽小時候曾經和朋友去鎮上，結果給了牠不好的回憶。小狐狸就前往城鎮到帽子店在進門後。帽子店老闆聽到開門的聲音而前來，小狐狸一時緊張，結果不小心伸錯了手，而不知不覺的伸成狐狸的手，而對老闆說「請給我手套」。帽子店老闆，知道是狐狸來買手套，不過在確認是真的金錢後便把手套給了小狐狸。在回家的路上，小狐狸聽聞附近的家裡傳來的搖籃曲，而回到狐狸媽媽身邊，並說「人類其實一點也不可怕」，因為搞錯狐狸媽媽為牠變的手，而和帽子店老闆一邊說賣手套的事情。聽到的狐狸媽媽大吃一驚，說著「人類真的很親切啊！」，故事結束。

## 相關圖書
- 童話集 新美南吉童話集 岩波文庫 ISBN 4003115015
- 繪本 買手套去（手ぶくろを買いに） 日本童話名作選（繪圖 黑井健） 偕成社 ISBN 4039633105

## 外部連結
- 青空文庫「買手套去」 （页面存档备份，存于）
- 新美南吉記念館 （页面存档备份，存于）
- 小狐狸買手套 中文翻譯 （页面存档备份，存于）